# Alexandra Popp
Alexandra Popp (Witten, Alemania; 6 de abril de 1991) es una futbolista alemana. Actualmente juega para el VfL Wolfsburgo de la Bundesliga Femenina y es la capitana de la selección femenina de fútbol de Alemania.

## Trayectoria
Alexandra comenzó su carrera en el 1. FFC Recklinghausen en 2007. Rápidamente, pasó al FCR 2001 Duisburgo con el que ganó algunos títulos de importancia, el año 2012 pasa a VfL Wolfsburgo.

## Selección nacional

### Selección Sub-17
Con la Sub-17 jugó y ganó el Campeonato Europeo Femenino Sub-17 de 2008. Además, también disputó la primera edición de la Copa Mundial Femenina de Fútbol Sub-17 de 2008 donde marcó dos goles que ayudaron a Alemania a ser tercera.

### Selección Sub-20
Con esta selección Popp logró un gran rendimiento y se dio a conocer. En el Campeonato Europeo Femenino Sub-19 de la UEFA de 2009 en Bielorrusia marcó un gol ante justamente la anfitriona.
Su mejor actuación fue en su tierra en la Copa Mundial Femenina de Fútbol Sub-20 de 2010. En este torneo, además de ganarlo, fue botín de oro con 10 goles en 6 partidos, habiendo marcado en cada uno de ellos y balón de oro, con más del 50% de los votos a favor.

### Selección mayor
Debutó con la selección femenina de fútbol de Alemania el 17 de febrero de 2010 ante Corea del Norte. Logró marcar su primer gol frente a Finlandia el 26 de febrero en la Copa de Algarve 2010. Popp fue seleccionada para participar en la Copa Mundial Femenina de Fútbol de 2011 en su natal Alemania.
En los Juegos Olímpicos de 2016, fue medallista de oro con su selección, una primera para el equipo.
Popp fue nombrada Futbolista del año en Alemania en 2014 y 2016, y la capitana de la selección en 2019.  22 de junio de 2019, ella jugó su juego centésimo con la selección.

### Participaciones en Copas del Mundo
| Mundial                              | Equipo   | Sede                      | Resultado        |
| ------------------------------------ | -------- | ------------------------- | ---------------- |
| Copa Mundial Femenina Sub-17 de 2008 | Alemania | Nueva Zelanda             | Tercer puesto    |
| Copa Mundial Femenina Sub-20 de 2010 | Alemania | Alemania                  | Campeón          |
| Copa Mundial Femenina de 2011        | Alemania | Alemania                  | Cuartos de final |
| Copa Mundial Femenina de 2015        | Alemania | Canadá                    | Cuarto puesto    |
| Copa Mundial Femenina de 2019        | Alemania | Francia                   | Cuartos de final |
| Copa Mundial Femenina de 2023        | Alemania | Australia y Nueva Zelanda | Fase de grupos   |

## Clubes
| Club                  | País     | Año             |
| --------------------- | -------- | --------------- |
| 1. FFC Recklinghausen | Alemania | 2007 - 2008     |
| FCR 2001 Duisburgo    | Alemania | 2008 - 2012     |
| VfL Wolfsburgo        | Alemania | 2012 - presente |

## Títulos

### Bundesligas
| Título     | Club           | País     | Año     |
| ---------- | -------------- | -------- | ------- |
| Bundesliga | VfL Wolfsburgo | Alemania | 2012-13 |
| Bundesliga | VfL Wolfsburgo | Alemania | 2013-14 |
| Bundesliga | VfL Wolfsburgo | Alemania | 2016-17 |
| Bundesliga | VfL Wolfsburgo | Alemania | 2017-18 |
| Bundesliga | VfL Wolfsburgo | Alemania | 2018-19 |
| Bundesliga | VfL Wolfsburgo | Alemania | 2019-20 |
| Bundesliga | VfL Wolfsburgo | Alemania | 2021-22 |

### Copas de Alemania
| Título           | Club               | País     | Año  |
| ---------------- | ------------------ | -------- | ---- |
| Copa de Alemania | FCR 2001 Duisburgo | Alemania | 2009 |
| Copa de Alemania | FCR 2001 Duisburgo | Alemania | 2010 |
| Copa de Alemania | VfL Wolfsburgo     | Alemania | 2013 |
| Copa de Alemania | VfL Wolfsburgo     | Alemania | 2015 |
| Copa de Alemania | VfL Wolfsburgo     | Alemania | 2016 |
| Copa de Alemania | VfL Wolfsburgo     | Alemania | 2017 |
| Copa de Alemania | VfL Wolfsburgo     | Alemania | 2018 |
| Copa de Alemania | VfL Wolfsburgo     | Alemania | 2019 |
| Copa de Alemania | VfL Wolfsburgo     | Alemania | 2020 |
| Copa de Alemania | VfL Wolfsburgo     | Alemania | 2021 |
| Copa de Alemania | VfL Wolfsburgo     | Alemania | 2022 |
| Copa de Alemania | VfL Wolfsburgo     | Alemania | 2023 |
| Copa de Alemania | VfL Wolfsburgo     | Alemania | 2024 |

### Campeonatos internacionales
| Título                                  | Equipo             | Sede             | Año  |
| --------------------------------------- | ------------------ | ---------------- | ---- |
| Campeonato Europeo Sub-17 de la UEFA    | Alemania           | Suiza            | 2008 |
| Liga de Campeones femenina de la UEFA   | FCR 2001 Duisburgo | Rusia / Alemania | 2009 |
| Copa Mundial Femenina de Fútbol Sub-20  | Alemania           | Alemania         | 2010 |
| Copa de Algarve                         | Alemania           | Portugal         | 2012 |
| Liga de Campeones femenina de la UEFA   | VfL Wolfsburgo     | Inglaterra       | 2013 |
| Liga de Campeones femenina de la UEFA   | VfL Wolfsburgo     | Portugal         | 2014 |
| Copa de Algarve                         | Alemania           | Portugal         | 2014 |
| Juegos Olímpicos de Río de Janeiro 2016 | Alemania           | Brasil           | 2016 |
| Juegos Olímpicos de París 2024          | Alemania           | Francia          | 2024 |

### Distinciones individuales
| Distinción                              | Año  |
| --------------------------------------- | ---- |
| Medalla Fritz Walter                    | 2009 |
| Balón de Oro (Mundial Sub-20 de 2010)   | 2010 |
| Botín de Oro (Mundial Sub-20 de 2010)   | 2010 |
| Futbolista femenina del año en Alemania | 2014 |
| Futbolista femenina del año en Alemania | 2016 |
| Equipo Femenino del Mundo (IFFHS)       | 2020 |
| Botín de Bronce (Mundial de 2023)       | 2023 |